# باربارا استاک
 باربارا استاک (انگلیسی: Barbara Stock؛ زادهٔ ۲۶ مهٔ ۱۹۵۶) یک هنرپیشه اهل ایالات متحده آمریکا است.